# Playas de el Vendrell
Las playas de El Vendrell, en la provincia de Tarragona tienen 7 km de arena dotadas con todos los servicios. Desde 1987 están galardonadas con la bandera azul. Las playas son el atractivo turístico principal del municipio. Las tres playas son Coma-ruga, Sant Salvador y el Francàs.

## Playa de Coma-ruga
La playa de Coma-ruga se encuentra en el medio de las otras dos, la (Sant Salvador y la del Francàs y tiene el Port Esportiù de Coma-ruga, el Riuet de aguas termales y la Reserva Marina Masía Blanca.

## Playa de Sant Salvador
La playa de Sant Salvador, barrio en el que nació Pau Casals, está situado entre el municipio de Calafell y la Playa de Coma-Ruga y en él se encuentra la Riera de la Bisbal.

## Playa del Francàs
En la Playa del Francàs podemos encontrar la continuación de la Masía Blanca y está situada entre Roda de Bará y Coma-ruga

## Estado del mar
|  | Indica la prohibición del baño. |
|  | Playa peligrosa, se permite el baño con limitaciones. Se deberán adoptar las medidas de seguridad que en cada caso se consideren adecuadas. No obstante estará prohibido el baño en zonas donde el bañista no pueda permanecer tocando fondo y con la cabeza fuera del agua. |
|  | Playa libre, el baño está permitido, no siendo necesario adoptar medidas especiales distintas a las de la propia protección personal. |
|  | Aguas con fuerte presencia de medusas |

- Datos: Q6079331